# Манер Луальді
Манер Луальді (італ. Maner Lualdi; 23 грудня 1912, Мілан — 13 вересня 1968, Трієст) — італійський льотчик, автораліст, журналіст, театральний режисер і продюсер.
У роки Другої світової війни — військовий кореспондент газети «La Stampa», висвітлював переважно повітряний театр військових дій, особливо Битву за Британію. Про довоєнний і військовий льотний досвід розповів в книзі «Сто тисяч кілометрів польоту в світі і на війні» (італ. Centomila chilometri di volo in pace e in guerra; 1942).